# 釜山開成中学校暴行致死事件
釜山開成中学校暴行致死事件（プサンケソンちゅうがっこうぼうこうちしじけん）は、2005年10月1日、釜山広域市釜山鎮区にある開成中学校で加害者Aが被害者Bを一方的に暴行して殺害した事件である。被害者Bは、病院に入院していた中で10月5日に死亡した。加害者Aは、11月1日に保釈釈放後、12月2日に釜山地裁から保護処分を受けた。
ラマの『10月1日』は、この事件をテーマにした歌である。